# Riachão do Dantas (ort)
Riachão do Dantas är en ort i Brasilien.   Den ligger i kommunen Riachão do Dantas och delstaten Sergipe, i den östra delen av landet, 1 200 km öster om huvudstaden Brasília. Riachão do Dantas ligger 179 meter över havet och antalet invånare är 4 615.
Terrängen runt Riachão do Dantas är platt. Närmaste större samhälle är Lagarto, 18,7 km norr om Riachão do Dantas.
Omgivningarna runt Riachão do Dantas är huvudsakligen savann. Runt Riachão do Dantas är det ganska tätbefolkat, med 111 invånare per kvadratkilometer.